# Die Prinzen
Die Prinzen (Los Príncipes) es un grupo de música alemán. Sus canciones más conocidas son entre otras Millionär (1991), Mann im Mond (1991), Küssen verboten (1992), Alles nur geklaut (1993), Du musst ein Schwein sein (1995), Deutschland (2001) y Dürfen darf man alles (2021).

## Historia de la banda
Los integrantes de la banda formaron parte del Coro de Santo Tomás de Leipzig y luego estudiaron Música en la Escuela Superior de Música y Teatro Felix Mendelssohn Bartholdy.
Todavía en tiempos de la República Democrática Alemana, comenzaron su carrera en 1987 como "Die Herzbuben". A causa de la confusión que podía darse con los Wildecker Herzbuben se hicieron llamar a partir de 1991 como "Die Prinzen". En ese mismo tiempo tuvieron un gran éxito con su primer sencillo Gabi und Klaus.
En el mismo año sacaron su primer álbum ("Das Leben ist grausam") y se fueron con Udo Lindenberg de gira. Die Prinzen poseen 14 discos de oro y 6 de platino (en 2001) entre otros premios.

## Estilo
La música de Die Prinzen tiene un estilo muy peculiar. Cantan a capela y la ironía, la crítica ácida y el sarcasmo están presentes a lo largo de todas sus canciones.

## Miembros
- Sebastian Krumbiegel (* 5 de junio de 1966 en Leipzig), Cantante (Tenor)
- Tobias Künzel (* 26 de mayo de 1964 en Leipzig), Cantante (Barítono), Instrumentos: teclado y batería
- Wolfgang Lenk (* 4 de septiembre de 1966 en Leipzig), Instrumento: Guitarra, Cantante (Tenor)
- Jens Sembdner (* 20 de enero de 1967 en Wermsdorf), Cantante (Bajo), Instrumento: Teclado
- Henri Schmidt (* 17 de agosto de 1967 en Leipzig), Cantante (Barítono)

Miembros anteriores:
- Mathias Dietrich (* 24 de noviembre de 1964 en Schönebeck (Elba)), Instrumento: Bajo
- Ali Zieme (* 23 de marzo de 1971 en Döbeln), Instrumento: Bajo

## Discografía
| - Das Leben ist Grausam (1991) - Das Leben ist Grausam (a cappella) - Küssen verboten (1992) - Küssen verboten (a cappella) - Alles nur geklaut (1993) - Alles nur geklaut (a cappella) - Schweine (1995) - Alles mit'm Mund (1996) - Ganz oben - Best of (1997) - A-Cappella-Album (1997) - Soviel Spaß für wenig Geld (1999) - Soviel Spaß für wenig Geld (a cappella) - Festplatte (1999) - D (2001) - Monarchie in Germany (2003) - HardChor (2004) - Akustisch live (2006) - Die Prinzen Orchestral (2007) - Die Neuen Männer (2008) - Es war nicht alles schlecht (2010) - Familienalbum (2015) - Eine Nacht in der Oper (2015) - Krone der Schöpfung (2021) - VHS Das erste Video (1993) - VHS Das Live Video (1994) - DVD 10 Jahre Popmusik (2001) - VHS 10 Jahre Popmusik (2001) - DVD (Dual Disc) Akustisch live (2006) - DVD Die Prinzen Orchestral (2007) | - Gabi und Klaus (1991) - Millionär (1991) - Mein Fahrrad (1991) - Mann im Mond (1991) - Küssen verboten (1992) - Bombe (1992) - 1x (1992) - Alles nur geklaut (1993) - Überall (1993) - Du spinnst doch (1993) - Schwein sein (1995) - Ich will ein Baby (1995) - Alles mit'm Mund (1996) - Hose runter (1996) - Heute ha-ha-habe ich Geburtstag (1996) - Ganz oben (1997) - Junimond (1998) - So viel Spaß für wenig Geld (1999) - Deutschland (2001) - Hier sind wir (2001) - Popmusik (2001) - Olli Kahn (2002) - Chronisch Pleite (2003) - Unsicherheit macht sich breit (2004) - Dürfen darf man alles (2021) - Alles nur geklaut 2021 (2021) - Krone der Schöpfung (2021) |

Las siguientes canciones de los Prinzen fueron versionadas por otros artistas:
- Bass Sultan Hengzt- Millionär (Millionär)

- Groove Coverage - On the Radio (Mann im Mond)

## Puestos en las listas de éxitos

### Sencillo
| Año  | Sencillo                                | Alemania | Austria | Suiza |
| ---- | --------------------------------------- | -------- | ------- | ----- |
| 1991 | Gabi und Klaus                          | 24       | -       | 9     |
| 1991 | Millionär                               | 36       | 29      | 11    |
| 1992 | Mann im Mond                            | 30       | -       | -     |
| 1992 | Mein Fahrrad                            | 68       | -       | -     |
| 1992 | Küssen verboten                         | 17       | -       | -     |
| 1993 | Alles nur geklaut                       | 4        | 3       | 26    |
| 1994 | Überall                                 | 63       | -       | -     |
| 1995 | Du mußt ein Schwein sein                | 8        | 13      | 26    |
| 1996 | Alles Mit Dem Mund                      | 96       | -       | -     |
| 1997 | Ganz oben (con el Thomanerchor Leipzig) | 82       | -       | -     |
| 1999 | So viel Spaß für wenig Geld             | 68       | -       | -     |
| 2001 | Deutschland                             | 15       | 10      | -     |
| 2002 | Olli Kahn                               | 32       | -       | -     |
| 2003 | Chronisch pleite                        | 56       | -       | -     |
| 2004 | Unsicherheit macht sich breit           | 77       | -       | -     |

### Álbumes
| Año  | Álbum                            | Alemania | Austria | Suiza |
| ---- | -------------------------------- | -------- | ------- | ----- |
| 1991 | Das Leben ist grausam            | -        | 39      | 20    |
| 1992 | Küssen verboten                  | 6        | -       | 21    |
| 1993 | Alles nur geklaut                | 4        | 2       | 13    |
| 1995 | Schweine                         | 3        | 6       | 22    |
| 1996 | Alles mit'm Mund                 | 25       | -       | -     |
| 1997 | Ganz oben - Hits MCMXCI-MCMXCVII | 23       | -       | -     |
| 1999 | So viel Spaß für wenig Geld      | 9        | -       | -     |
| 1999 | Festplatte                       | 88       | -       | -     |
| 2001 | D                                | 13       | 50      | -     |
| 2003 | Monarchie in Germany             | 17       | -       | -     |
| 2004 | Hardchor                         | 61       | -       | -     |
| 2006 | Akustisch Live                   | 28       | -       | -     |
| 2008 | Die neuen Männer                 | 42       | -       | -     |
| 2009 | Die neuen Männer Premium-Edition | -        | -       | -     |
| 2010 | Es war nicht alles schlecht      | 69       | -       | -     |
| 2015 | Familienalbum                    | 9        | 52      | 52    |
| 2021 | Krone der Schöpfung              | 2        | 10      | 16    |